# Perizoma obscurata
Perizoma obscurata là một loài bướm đêm trong họ Geometridae.